# Lu Bin
Lu Bin (chiń. 陆斌; ur. 19 maja 1987 w Suzhou) – chiński lekkoatleta, sprinter.
W 2008 reprezentował Chiny na igrzyskach olimpijskich w Pekinie w sztafecie 4 x 100 metrów, razem z kolegami z reprezentacji awansował do finału, gdzie jednak sztafeta gospodarzy została zdyskwalifikowana (sklasyfikowano ją ostatecznie na 8. pozycji).
Złoty medalista igrzysk azjatyckich (2010) w sztafecie 4 x 100 metrów. Dwukrotny rekordzista kraju w tej konkurencji.
Medalista mistrzostw kraju oraz chińskiej Olimpiady Narodowej.

## Rekordy życiowe
- bieg na 100 metrów – 10,25 (2009)